# Дълга лука
 Тази статия е за селото в България.  За селото в Сърбия вижте Дълга лука (Община Враня).  
Дълга лука е село в Западна България. То се намира в община Трън, област Перник.

## География
Село Дълга лука се намира в планински район. Дълга лука е разположена в планината Кървав камък, която е най-северозападната част от краищенските планини. Централната му част се намира в подножието, но има доста махали с по няколко къщи нависоко в планината, до които се стига единствено по тесни пътечки. Дължината на границата, минаваща по билото ѝ е 16 км, а от другата страна се намира Република Сърбия.

## История
В стари документи селото е записвано по следните начини: Долга, Д’лга Лока в 1570 г.; село Длигалика в ХVI в. (Миней вероятно от Пшинския манастир „Св. Прохор“ (Гошев 1926-1927: 354); село Длъга лика в ХVIII в. в Поп Стефанов поменик (л. 69б, Опис III 179); Дълга Лука в 1878 г.

## Културни и природни забележителности
В планините около селото се намират доста добре съхранени партизански гробове. 
От Дълга лука има няколко герои на Социалистическия труд.

## Редовни събития
В Дълга лука всяка година се провежда събор на Петков ден при църквата „Св. Петка“.на 14 Октомври